# Josep Carbonell Alsina
Josep Carbonell Alsina (Reus, Baix Camp, 1873 - Pontevedra Galícia, segle XX) va ser un escriptor i periodista català.
Publicà poemes en català, encara ben jove, a La Autonomía i a La Correspondencia de Reus, a les revistes del Grup Modernista de Reus Foc Nou i Reus literari, publicació que va dirigir. Va escriure lletres per a peces corals i musicals. Obligat al servei militar, anà a Cuba, i des d'allà enviava col·laboracions al Diari de Reus, Les Circumstàncies i Lo Somatent. Tornat a Reus, va ser director del Semanario Católico de Reus i del també catòlic conservador diari La Cruz, de Tarragona.
El 1906 publicà a Reus el recull de versos De l'amor: poesies i el 1910 estrenà a la mateixa ciutat l'obra teatral Crim i redempció, que no va ser publicada. Marxà a Galícia, on va publicar a Pontevedra, El Progreso, periòdic del qual en va ser redactor en cap. Va fer amistat amb Castelao. Desterrat a Lleida durant la dictadura de Primo de Rivera, feia de corresponsal a Catalunya de diversos diaris gallecs. D'idees conservadores, va fer d'enllaç entre la Lliga i partits de dretes galleguistes, i va militar al partit Radical de Lerroux.
És conegut per haver publicat a Reus el 1898 el primer llibre en català sobre la guerra de Cuba, en la qual va participar. La seva obra, Del cuartel y la manigua: impresións d'un soldat és, segons l'historiador de la cultura reusenca Joaquim Santasusagna, "la visió d'un soldat català i un document de l'època, escrit amb la impressió fresca d'allò que va presenciar-se". Afegeix que no va produir una novel·la sobre l'escenari cubà durant la guerra, ni va traçar una descripció dels episodis bèl·lics que va veure. L'obra és més aviat una descripció de la seva vida militar a la caserna i en campanya, i es podria qualificar de reportatge, un conjunt de capítols lligats dèbilment per la presència de l'autor en tots ells. I Santasusagna afegeix que el mèrit de l'obra és la visió d'un català en una de les tragèdies espanyoles de finals del vuit-cents.
Un nebot seu, Josep Maria Carbonell Barberà, va ser també escriptor i traductor.